# Флойд Мейвезер — Сауль Альварес
Флойд Мейвезер против Сауля Альвареса — боксёрский PPV-поединок в первом среднем весе, на кону в котором стояли титулы WBA super, WBC, Ring. Бой состоялся 14 сентября 2013 года в Лас-Вегасе на арене MGM Grand и завершился победой Флойда Мейвезера решением большинства судей. Транслировал поединок телеканал Showtime PPV. За этот бой Мейвезер получил 41,5 миллионов, без учёта дохода от платных трансляций. С учётом платных трансляций, доход Мейвезера составил 75 миллионов, что стало рекордным гонораром боксёра в истории. Поединок стал самым прибыльным боксёрским и спортивным событием в истории на тот момент. Количество покупок трансляций составило 2,2 млн (на момент боя, 2-й показатель в истории), доход 150 млн $ (мировой рекорд). Общий доход с поединка около 180 млн $.

## Предыстория
На поединок оба боксера выходили не имея ни единого поражения в послужном списке. Флойд Мейвезер считался лучшим боксёром в мире вне зависимости от весовой категории и также лучшим боксёром полусреднего веса, Сауль Альварес — лучшим боксёром первого среднего веса и входил в список самых лучших боксёров вне зависимости от весовой категории.
Для этого боя была согласована промежуточная весовая категория — 152 фунта (68,9 кг).

## Ход главного поединка
Поединок полностью прошёл под диктовку Флойда Мейвезера, который поначалу осторожно контролировал дистанцию, но уже до середины боя полностью начал хозяйничать в ринге. Альварес часто промахивался и несколько раз пытался в ближних атаках зацепить Мейвезера запрещёнными приёмами, но Флойд тут же апеллировал к рефери, и попытки грязных приёмов сразу же пресекались. В 11-м раунде был единственный удачный эпизод со стороны Альвареса, в котором мексиканец прижал Мейвезера у канатов, но всё равно не смог развить свою атаку. По мнению большинства экспертов, Мейвезер взял все раунды за исключением одного, максимум двух, и пару раундов были более равными, но судейский счёт вызвал бурю возмущений как со стороны зала, так и со стороны Мейвезера. Двое из судей выставили победу Мейвезеру со счётом 117:111 и 116:112, а судья Си Джей Росс выставила шокирующий ничейный счёт 114:114. Позже Росс объявила об отставке.
|                          |                                                                            |                                                                            |
| Соперник                 | Флойд Мейвезер — Сауль Альварес                                            | Флойд Мейвезер — Сауль Альварес                                            |
| Место проведения         | MGM Grand, Лас-Вегас, Невада, США                                          | MGM Grand, Лас-Вегас, Невада, США                                          |
| Результат                | Победа Мейвезера по очкам решением большинства судей                       | Победа Мейвезера по очкам решением большинства судей                       |
| Статус                   | Чемпионский бой за титулы WBA super, WBC, Ring в первом среднем весе       | Чемпионский бой за титулы WBA super, WBC, Ring в первом среднем весе       |
| Рефери                   | Кенни Байленс                                                              | Кенни Байленс                                                              |
| Счёт судей               | Дэйв Моретти: (116-112); Си Джей Росс: (114-114); Крэйг Мэтклиф: (117-111) | Дэйв Моретти: (116-112); Си Джей Росс: (114-114); Крэйг Мэтклиф: (117-111) |
| Счёт неофициальных судей | ESPN: (120-108)                                                            | ESPN: (120-108)                                                            |
| Время                    | 2:20 минут                                                                 | 2:20 минут                                                                 |
| Трансляция               | Showtime Pay-Per-View (Main Event)                                         | Showtime Pay-Per-View (Main Event)                                         |
| Промоутер                | Floyd Mayweather Jr                                                        | Floyd Mayweather Jr                                                        |
|                          | Мейвезер                                                                   | Альварес                                                                   |
| Вес                      | 68,3 кг                                                                    | 68,9 кг                                                                    |
| Результаты боёв          | 44 (26KO) - 0 - 0                                                          | 42 (30KO) 0 - 1                                                            |
| Гонорар                  | 41 500 000 $ + ppv = 70 000 000 $                                          | 11 000 000 $ + ppv                                                         |

## Трансляция
| Country   | Broadcaster         |
| --------- | ------------------- |
| Аргентина | Space               |
| Аргентина | TV Pública Digital  |
| Австралия | Main Event          |
| Бразилия  | SporTV              |
| Бельгия   | BeTV                |
| Камбоджа  | CTN                 |
| Канада    | Viewers Choice      |
| КНР       | CCTV-5              |
| Колумбия  | Space               |
| Дания     | TV3 Sport           |
| Эстония   | Viasat Sport Baltic |
| Эквадор   | Space               |
| Франция   | beIN Sport          |
| Германия  | DMAX                |
| Венгрия   | Sport 1             |
| Исландия  | Stöð 2 Sport        |
| Израиль   | Sport 1             |
| Италия    | Sportitalia         |
| Япония    | WOWOW               |
| Латвия    | Viasat Sport Baltic |
| Литва     | Viasat Sport Baltic |
| Малайзия  | Astro               |

| Country        | Broadcaster            |
| -------------- | ---------------------- |
| Мексика        | Televisa               |
| Новая Зеландия | Sky Arena              |
| Норвегия       | Viasat Sport           |
| Панама         | RPC-TV                 |
| Перу           | Space                  |
| Филиппины      | GMA Network            |
| Польша         | Orange Sport           |
| Португалия     | SPORT.TV2              |
| Катар          | Al Jazeera Sports      |
| Румыния        | GSP TV                 |
| Россия         | Россия-2               |
| Сингапур       | SuperSports            |
| Испания        | Canal+                 |
| ЮАР            | SuperSport             |
| Таиланд        | TrueVisions            |
| Украина        | XSPORT                 |
| Великобритания | BoxNation              |
| США            | Showtime PPV           |
| США            | US Military AFN Sports |
| Венесуэла      | Meridiano              |
| Венесуэла      | Space                  |